# Documenta 4
La manifestation documenta 4 (aussi documenta IV) est la quatrième édition de l'exposition quinquennale d'art contemporain documenta.
Elle s'est déroulée du 27 juin au 6 octobre 1968 à Cassel, en Allemagne. Le directeur artistique était Arnold Bode.

## Participants
| A                        |                        |                            |                   |                      |  |
| Josef Albers             | Getulio Alviani        | Carl Andre                 | Horst Antes       | Richard Anuszkiewicz |  |
| Shūsaku Arakawa          | Arman                  | Richard Artschwager        |                   |                      |  |
| B                        |                        |                            |                   |                      |  |
| Jo Baer                  | Larry Bell             | Ben Berns                  | Joseph Beuys      | Ronald Bladen        |  |
| Peter Brüning            | Pol Bury               | Bazon Brock                |                   |                      |  |
| C                        |                        |                            |                   |                      |  |
| Antonio Calderara        | Sérgio de Camargo      | Anthony Caro               | Enrico Castellani | Jorge Castillo       |  |
| César (César Baldaccini) | Eduardo Chillida       | Christo et Jeanne-Claude   | Chryssa           |                      |  |
| Gianni Colombo           | Joseph Cornell         |                            |                   |                      |  |
| D                        |                        |                            |                   |                      |  |
| Ron Davis                | Ad Dekkers             | Hugo Demarco               | Burgoyne Diller   | Jim Dine             |  |
| Mark di Suvero           | Milan Dobeš            | Jean Dubuffet              |                   |                      |  |
| E                        |                        |                            |                   |                      |  |
| Pieter Engels            | John Ernest            |                            |                   |                      |  |
| F                        |                        |                            |                   |                      |  |
| Öyvind Fahlström         | Dan Flavin             | Lucio Fontana              | Günter Fruhtrunk  |                      |  |
| G                        |                        |                            |                   |                      |  |
| Rupprecht Geiger         | Klaus Geldmacher       | Karl Gerstner              | Domenico Gnoli    | Roland Goeschl       |  |
| Daan van Golden          | Gerhard von Graevenitz | Gotthard Graubner          |                   |                      |  |
| H                        |                        |                            |                   |                      |  |
| Raymond Hains            | Richard Hamilton       | Erich Hauser               | Erwin Heerich     | Al Held              |  |
| Edward Higgins           | Anthony Hill           | David Hockney              | John Hoyland      |                      |  |
| I                        |                        |                            |                   |                      |  |
| Robert Indiana           |                        |                            |                   |                      |  |
| J                        |                        |                            |                   |                      |  |
| Alain Jacquet            | Alfred Jensen          | Jasper Johns               | Allen Jones       | Donald Judd          |  |
| K                        |                        |                            |                   |                      |  |
| Menashe Kadishman        | Utz Kampmann           | Ellsworth Kelly            | Edward Kienholz   | Phillip King         |  |
| Ronald B. Kitaj          | Konrad Klapheck        | Yves Klein                 | Jiří Kolář        | Gyula Kosice         |  |
| Nicholas Krushenick      |                        |                            |                   |                      |  |
| L                        |                        |                            |                   |                      |  |
| Thomas Lenk              | Julio Le Parc          | Sol LeWitt                 | Roy Lichtenstein  | Richard Lindner      |  |
| Richard Paul Lohse       | Francesco Lo Savio     | Morris Louis               |                   |                      |  |
| M                        |                        |                            |                   |                      |  |
| Robert Malaval           | Jos Manders            | Piero Manzoni              | Enzo Mari         | Walter De Maria      |  |
| Francesco Mariotti       | Escobar Marisol        | Kenneth Martin             | Almir Mavignier   | Christian Megert     |  |
| François Morellet        | Robert Morris          | Bruno Munari               |                   |                      |  |
| N                        |                        |                            |                   |                      |  |
| Bruce Nauman             | Edgar Negret           | Louise Nevelson            | Barnett Newman    | Kenneth Noland       |  |
| Lev V. Nussberg          | Constant Nieuwenhuys   |                            |                   |                      |  |
| O                        |                        |                            |                   |                      |  |
| Claes Oldenburg          | Jules Olitski          |                            |                   |                      |  |
| P                        |                        |                            |                   |                      |  |
| Eduardo Paolozzi         | Walter Pichler         | Michelangelo Pistoletto    | Larry Poons       |                      |  |
| R                        |                        |                            |                   |                      |  |
| Markus Raetz             | Ramon                  | Robert Rauschenberg        | Roger Raveel      | Martial Raysse       |  |
| Josua Reichert           | Ad Reinhardt           | George Rickey              | Bridget Riley     | Larry Rivers         |  |
| James Rosenquist         | Dieter Roth            |                            |                   |                      |  |
| S                        |                        |                            |                   |                      |  |
| Lucas Samaras            | Michael Sandle         | Jan Schoonhoven            | George Segal      | Dan Van Severen      |  |
| David Smith              | Richard Smith          | Tony Smith                 | Robert Stanley    | Frank Stella         |  |
| Zdeněk Sýkora            |                        |                            |                   |                      |  |
| T                        |                        |                            |                   |                      |  |
| Shinkichi Tajiri         | Takis                  | Paul Talman                | Antoni Tàpies     | Hervé Télémaque      |  |
| Paul Thek                | Joe Tilson             | Jean Tinguely              | Ernest Trova      | William Tucker       |  |
| William Turnbull         | Michael Tyzack         |                            |                   |                      |  |
| U                        |                        |                            |                   |                      |  |
| Günther Uecker           | Per Olof Ultvedt       |                            |                   |                      |  |
| V                        |                        |                            |                   |                      |  |
| Victor Vasarely          | Carel Visser           | Jan Voss                   |                   |                      |  |
| W                        |                        |                            |                   |                      |  |
| Andy Warhol              | Tom Wesselmann         | Horace Clifford Westermann |                   |                      |  |